# Coeliadinae

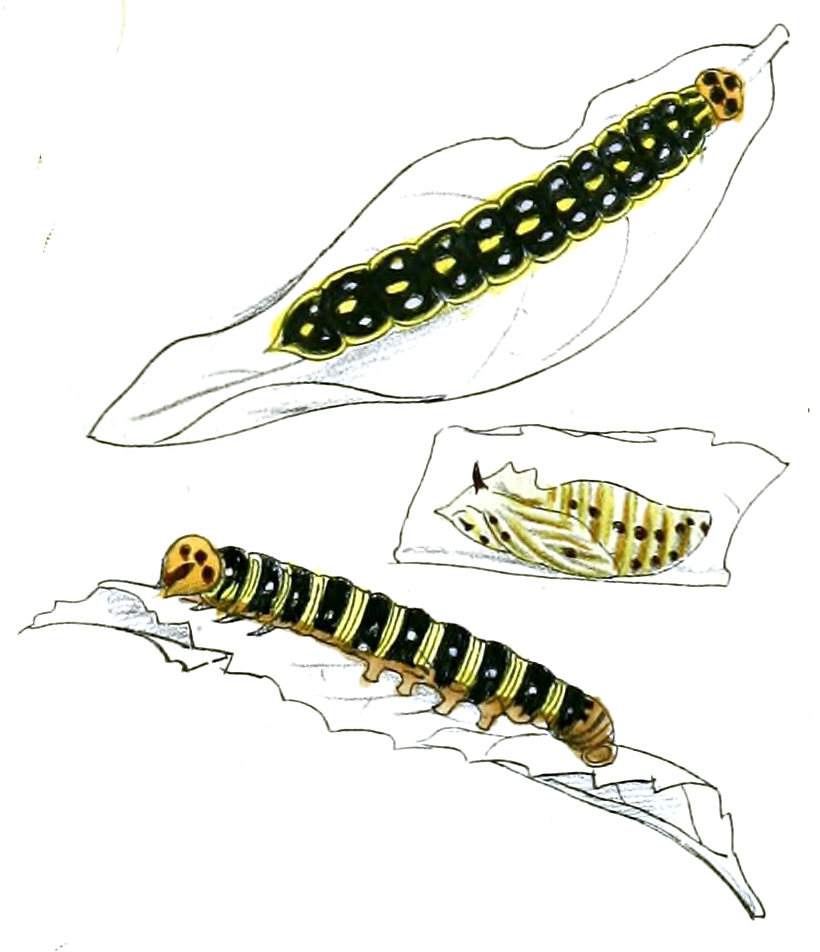
Choaspes benjaminii, larvas y pupa

Coeliadinae es una subfamilia de lepidópteros ditrisios de la familia Hesperiidae. Son mariposas relativamente grandes, con un tórax ensanchado y un abdomen comparativamente estrecho y corto. Tienen ojos prominentes y su principal carácter es el tener unos palpos labiales prominentes. Las alas anteriores son largas y estrechas y las posteriores redondeadas.
Las orugas, de colores vivos, se alimentan de dicotiledóneas. Incluye 75 especies de África, Australasia y Oriente.

## Géneros
Allora

Badamia

Bibasis - incluye Burara

Choaspes

Coeliades

Hasora

Pyrrhiades

Pyrrhochalcia